# Normatividade (direito)
No direito, o termo normatividade refere-se à vinculação imposta pela norma jurídica, isto é, sua capacidade de traçar limites obrigatórios de ação para os indivíduos e as coletividades.